# Màquina síncrona
Una màquina síncrona és una màquina elèctrica rotativa de corrent altern, la velocitat de gir de la qual en règim permanent està lligada amb la freqüència de la tensió en borns i el nombre de parells de pols.
{\displaystyle n=60f/p}
- n: velocitat de rotació en revolucions per minut (rpm).
- f: freqüència de la tensió en borns en Hertzs (Hz).
- p: nombre de parells de pols (adimensional).

Aquestes màquines converteixen energia elèctrica en energia mecànica, sent utilitzades en aquest cas com motors, (vegeu Motor elèctric) o converteixen energia mecànica en energia elèctrica, sent utilitzades en aquest cas com generadors (vegeu Generador elèctric).
Les màquines síncrones es fan servir principalment com a generadors de corrent altern, més que a com motors de corrent altern, ja que no presenten parell d'arrencada i cal emprar diferents mètodes d'arrencada i acceleració fins a la velocitat de sincronisme. També s'utilitzen per controlar la potència reactiva de la xarxa per la seva capacitat per variar la potència reactiva que absorbeix o cedeix a la xarxa, mantenint la potència activa desenvolupada constant

## Aspectes constructius
Estator:
L'estator, o part estàtica, d'una màquina síncrona és similar al d'una màquina asíncrona. Conté un debanat trifàsic de corrent altern denominat debanat induït i un circuit magnètic format per apilament de xapes magnètiques.
Rotor:
El rotor, o part rotativa, d'una màquina síncrona és bastant diferent del d'una màquina asíncrona. Conté un debanat de corrent continu denominat debanat de camp i un debanament en curtcircuit, que impedeix el funcionament de la màquina a una velocitat diferent a la de sincronisme, debanat denominat amortidor. A més, conté un circuit magnètic format per apilament de xapes magnètiques de menor gruix que les de l'estator.
La resta de les característiques del rotor estan relacionades amb l'objectiu d'obtenir un camp entre el rotor i l'estator de caràcter sinusoidal i depenen del tipus de màquina síncrona:
- Màquina de pols sortints: El rotor presenta expansions polars que donen lloc a un entreferro variable.
- Màquina de rotor llis: El debanat de camp està distribuït a diverses bobines situades en diferents angles.

## Principi de funcionament
Com a generador:
Una turbina acciona el rotor de la màquina síncrona alhora que s'alimenta el debanat rotòric (debanament de camp) amb corrent continu. L'entreferro variable (màquines de pols sortints) o la distribució del debanat de camp (màquines de rotor llis) contribueixen a crear un camp més o menys sinusoidal en l'entreferro, que fa aparèixer als borns del debanat estatòric (debanament induït) una tensió sinusoidal. En connectar al debanat induït una càrrega trifàsica equilibrada apareix un sistema trifàsic de corrents i una força magnetomotora sinusoidal.
Com a motor:
En aquest cas es du la màquina síncrona a la velocitat de sincronisme, ja que la màquina síncrona no té parell d'arrencada, i s'alimenten el debanat rotòric (debanat de camp) amb corrent continu i el debanat estatòric (debanat induït) amb corrent altern. La interacció entre els camps creats per ambdós corrents manté el gir del rotor a la velocitat de sincronisme.